# کرسکیل (نیوجرسی)
کرسکیل (به انگلیسی: Cresskill) شهری در ایالت نیوجرسی کشور ایالات متحده آمریکا است که جمعیت آن در سرشماری سال ۲۰۱۰ میلادی، ۸٬۵۷۳ نفر بوده‌است.